# Motor Duratec de Ford

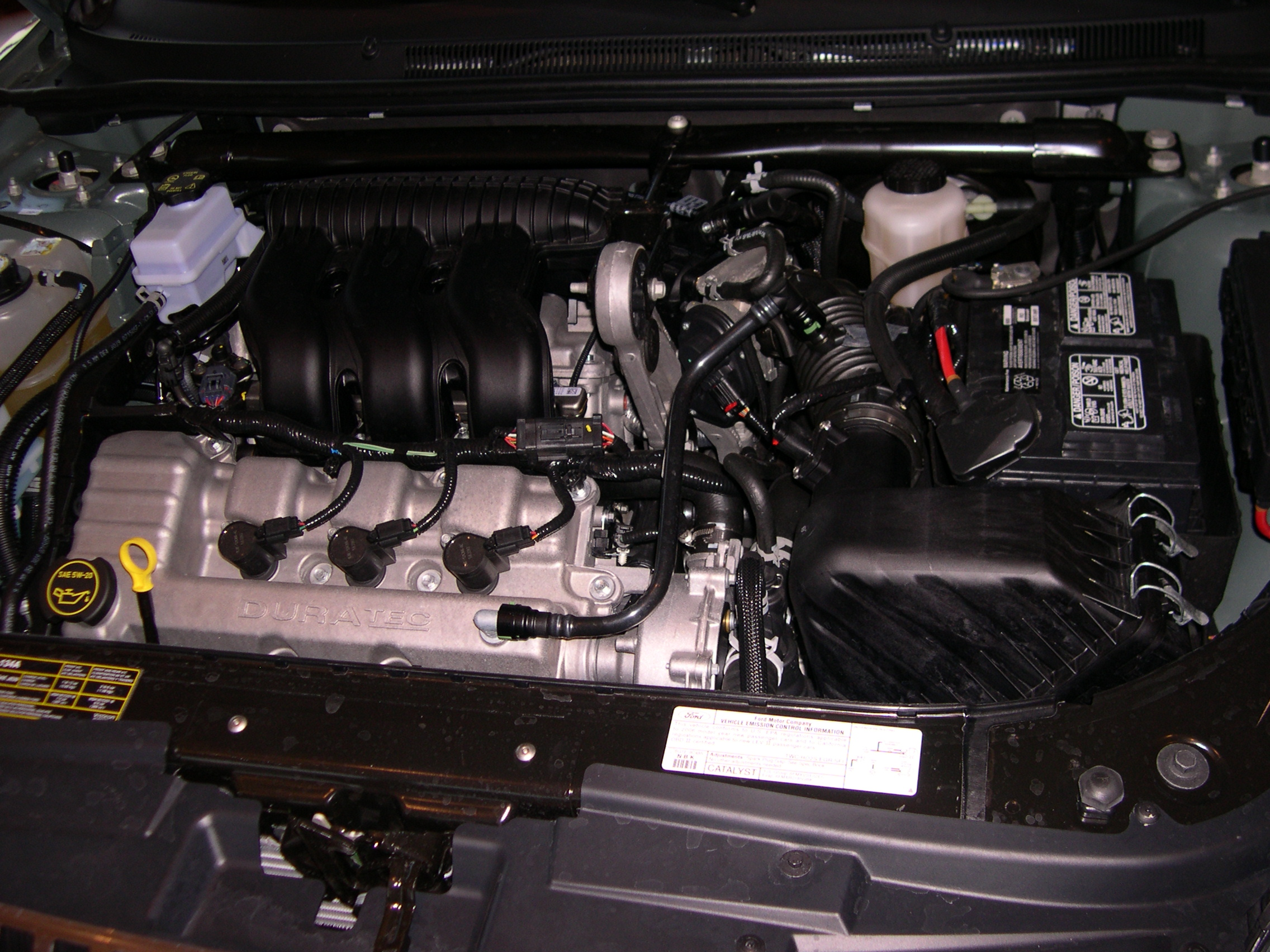
Motor Duratec 30 equipat en un Mercury Montego

El motor Duratec és un ampli ventall de motors de 4, 6 i 12 cilindres de gasolina usats per Ford. El primer Duratec va ser un 2.5L V6 presentat amb el Ford Mondeo. A partir del Mondeo 2000, tots els motors 1.8L i 2.0L van anomenar-se també Duratec. De fet, a Nord-amèrica Ford usa aquesta nomenclatura per tots els motors DOHC de 4 i 6 cilindres i a Europa, en tots els motors de gasolina.
Referència de motors
| Nom              | Família | Desplaçament                                                                                          | Any          | Caràcterístiques |
| ---------------- | ------- | --- | ------------ | ---------------- |
| Duratec 8v 60 PS | Kent    | 1.3 L (79.3 CID; 1299 cc)                                                                             | –present     | OHV I4           |
| Duratec 8v 70 PS | Kent    | 1.3 L (79.1 CID; 1297 cc) 1.6 L (97.45 CID; 1597 cc)                                                  | –present     | SOHC I4          |
| Duratec SCi      | SCi     | 1.8 L (110 CID; 1798 cc)                                                                              | 2003–present | DOHC GDI I4      |
| Duratec          | MZR     | 1.6 L (97.51 CID; 1598 cc) 1.8 L (110 CID; 1798 cc) 2.0 L (122 CID; 1999 cc) 2.3 L (138 CID; 2261 cc) | 2001–present | DOHC I4          |
| Duratec 25       | Mondeo  | 2.5 L (155 CID; 2544 cc)                                                                              | 1994–2002    | DOHC V6          |
| Duratec 30       | Mondeo  | 3.0 L (181 CID; 2967 cc)                                                                              | 1996–present | DOHC V6          |
| Duratec 35       | Cyclone | 3.5 L (213 CID; 3492 cc)                                                                              | 2006–present | DOHC V6          |
| Duratec 37       | Cyclone | 3.7 L (227 CID; 3721 cc)                                                                              | 2007–present | DOHC V6          |

## Duratec HE
Els Duratec HE és el nom que usa Ford d'Europa per la seva família de motors de 4 i 6 cilindres en línia. S'inclouen en aquesta llista:
- 1.8L Duratec-HE
- 2.0L Duratec-HE
- 2.5L V6 anomenat també Duratec 25.

El Focus RS equipava un motor 2.0L Zetec amb turbocompressor que rendia 215 cv i 310 N·m va ser venut com a Duratec-RS.
El nou Focus ST equipa un motor 2.5 L Duratec-HE de 5 cilindres en línia i 225 cv.

## Motor de 4 cilindres global de Ford/Mazda
Vegeu: Motor MZR de Mazda
A principis de 2004, Ford va retirar els antics Zetec a favor dels MZR. A partir del 2005, els motors 1.8, 2.0 i 2.3L són de Mazda.

### Duratec 20

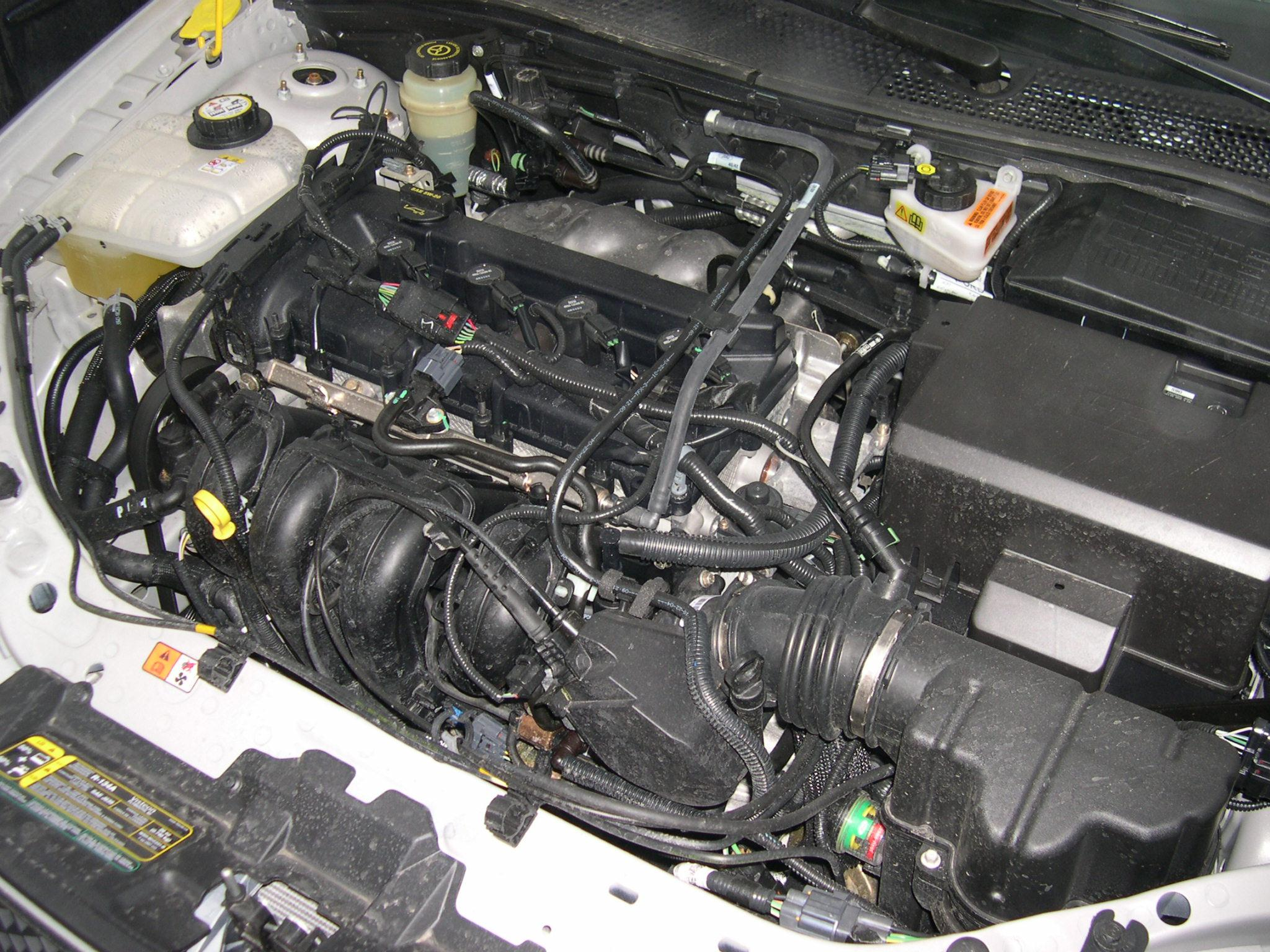
Motor Duratec 20 equipat en un Ford Focus ZX4 SE del 2005

Anomenat DHE-420 per Ford Motor Company, es tracta d'un 2.0L (1999 cc) de 4 cilindres fabricat a Chihuahua, Chihuahua, Mèxic. El diàmetre (bore) és de 87,5 mm i la carrera (stroke) és de 83,1 mm. La relació de compressió és de 10.0:1. El bloc és d'alumini i la capçalera dels cilindres és d'alumini DOHC. Utilitza un sistema d'injecció electrònica seqüencial SFI i té 4 vàlvules per cilindre. La versió de Mazda inclou distribució variable VVT
Vehicles que equipen aquest motor:
- Ford Focus (Estats Units) i Argentina
- Ford EcoSport

Existeix una versió PZEV comercialitzada com a Duratec 20E als estats de CA, NY, MA, VT i ME i s'ofereix en opció als estats fronterers.
Vehicles que equipen aquest motor:
- Ford Focus
- Mazda3

### Duratec 23
Anomenat DHE-423 per Ford, es tracta d'un 2.3L (2261 cc) de 4 cilindres. El diàmetre (bore) és de 87,5 mm i la carrera (stroke) és de 94 mm. La relació de compressió és de 9.7:1. El bloc és d'alumini i la capçalera dels cilindres és d'alumini DOHC. Utilitza un sistema d'injecció electrònica seqüencial SFI i té 4 vàlvules per cilindre. Aquest motor té diferents variants:
La 23EW, fabricada a Chihuahua, Chihuahua, Mèxic per usar-la al mercat de Nord-amèrica. No inclou VVT i la potència és de 151 cv. La versió de Mazda inclou distribució variable VVT i la potència és de 160 cv.
- 2003-2007 Ford Focus (Estats Units)
- 2005-2007 Ford Focus de Brasil, Ford Fusion i Ford Ecosport.
- Mazda6

La 23NS, fabricada a Dearborn, Michigan, té una potència de 143 cv.
- 2005-2008 Ford Escape/Mazda Tribute
- Ford Ranger/Mazda B-Series

El Duratec 23E és una versió PZEV als estats de CA, NY, MA, VT i ME i s'ofereix en opció als estats fronterers.
Vehicles que equipen aquest motor:
Una versió de cicle Atkinson és usada al Ford Escape Hybrid, Mercury Mariner Hybrid i Mazda Tribute Hybrid.

### Duratec 25
Es tracta d'un Duratec 23 amb la carrera i el diàmetre majors. La potència s'incrementa a 171 cv i 232 N·m. S'espera que aquest motor substitueixi a l'anterior 2.3L, així com la versió híbrida del 2.3L.
Vehicles que equipen aquest motor:
- 2009-actualitat: Ford Escape
- 2009-actualitat: Mercury Mariner

### Duratec SCi
És el primer motor Ford europeu a equipar injecció directa de gasolina GDI etiquetat com a SCi (Smart Charge injection). Aquesta versió va aparèixer pel Ford Mondeo l'any 2003.

### Duratec 8v
Es tracta de 2 motors distints que equipa l'europeu Ford Ka i el Ford Fiesta a partir del 2003:
- 1.3L (1299 cc) de 60 cv equipat al Ford Ka, es tracta de l'Endura-E.
- 1.3L (1297 cc) de 70 cv i 1.6L (1597 cc) de 95 cv al Ford Fiesta, es tracta del Sigma.

## Mondeo V6
Els motors 2.5 i 3.0 V6 són una evolució del mateix disseny, usat per primer cop en el Ford Mondeo del 1994.

### Duratec 25
Es tracta d'un 2.5L (2544 cc) de 6 cilindres en V a 60º. El diàmetre (bore) és de 82,4 mm i la carrera (stroke) és de 79,5 mm. Curiosament la base del motor prové de Porsche, que va estar dissenyant un V6 semblant a aquest abans de vendre'l a Ford.
Duratec VE
A la segona generació del Ford Mondeo es rebaixa lleguerament la cilindrada del Duratec 25. El desplaçament passa a ser de 2544 cc a 2495 cc.
Vehicles que equipen aquest motor:
- Ford Mondeo
- Ford Contour

Mazda AJ
La versió usada per Mazda és el 2.5L (2498 cc) de 6 cilindres en V a 60º. El diàmetre (bore) és de 81,8 mm i la carrera (stroke) és de 79,5 mm. La relació de compressió és de 9.78:1. La va equipar el Mazda MPV.
Tots aquests motors el bloc és d'alumini i la capçalera dels cilindres és d'alumini DOHC. Utilitzen un sistema d'injecció electrònica seqüencial SFI i tenen 4 vàlvules per cilindre.

### Duratec 30

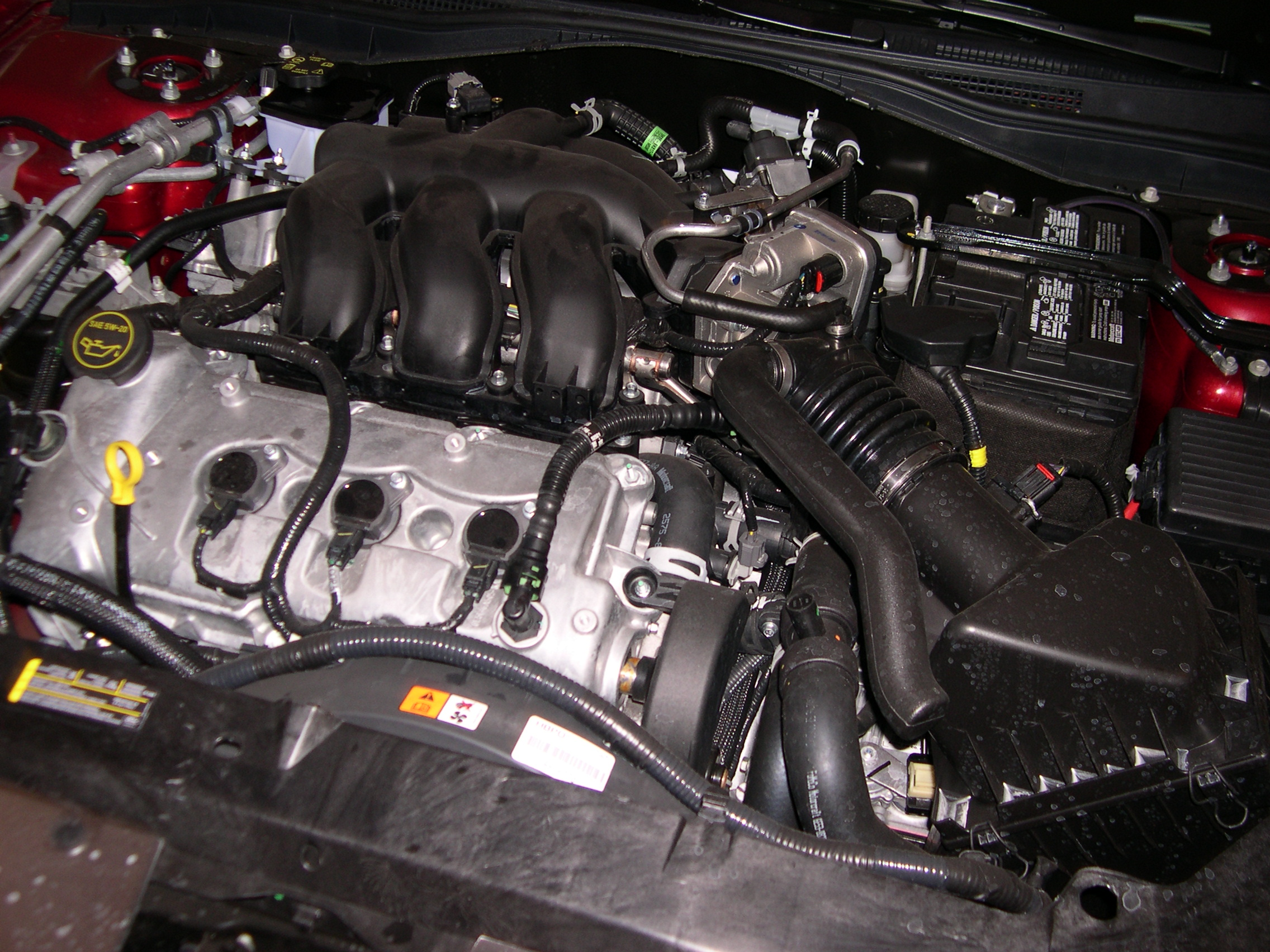
Motor Duratec 30 equipat en un Mercury Milan

El Duratec 30 o Mazda AJ va ser presentat el 1996 com a substitut del 3.8L Essex V6 en els Taurus/Sable. Es tracta d'un 3.0L (2967 cc) de 6 cilindres en V fabricat a Cleveland, Ohio. En l'essencial, és un Duratec 25 amb un diàmetre (bore) de 88,9 mm i una carrera (stroke) de 79,5 mm. El bloc és d'alumini i la capçalera dels cilindres és d'alumini DOHC. Utilitza un sistema d'injecció electrònica seqüencial SFI i té 4 vàlvules per cilindre. Existeixen 2 versions d'aquest motor:
La DAMB direct-acting mechanical bucket tappets. El Lincoln LS i el motor Jaguar AJ30 usen aquest sistema. La potència és de 232 cv a 6750 rpm i 298 N·m a 4500 rpm.
La RFF roller finger followers. La potència és de 201 cv a 5900 rpm i 281 N·m a 4800 rpm.
Vehicles que han equipat aquest motor són:
- 1996-2005 Ford Taurus
- 1996-2005 Mercury Sable
- 2001-2005 Ford Escape
- 2001-2005 Mazda Tribute
- 2005-2006 Ford Five Hundred
- 2005-2006 Mercury Montego
- 2005-2006 Ford Freestyle

Per a 2006, Ford Fusion, Mercury Milan i Lincoln Zephyr equipen una nova versió del Duratec 30 amb distribució variable VVT. La potència és de 221 cv a 6250 rpm i 278 N·m a 4800 rpm.
Una versió d'aquest motor però modificada, amb dos turbocompressors és la que equipa el Noble M400, un supercar britànic. El motor treu una potència de 425 cv a 6500 rpm.
La versió MZI de Mazda d'aquest motor afegeix distribució variable, igual que el motor Jaguar AJ30.

## Cyclone V6
Article principal: Motor Cyclone de Ford

### Duratec 35
El Duratec 35 és un 3.5L (3496 cc) de 6 cilindres en V a 60º fabricat a Lima, Ohio i és el primer motor de la família de motors cyclone. Té un diàmetre (bore) de 92,5 mm i una carrera (stroke) de 86,7 mm. El bloc és d'alumini i la capçalera dels cilindres és d'alumini DOHC. Utilitza un sistema d'injecció electrònica seqüencial SFI, encara que posteriorment podrà equipar sistemes d'injecció directa GDI. Té 4 vàlvules per cilindre i una relació de compressió de 10.3:1. També s'inclou un sistema de distribució variable VVT i a més, compleix amb la normativa ULEV-II, i és possible que inclús pugui també una versió PZEV.
La potència del motor és de 265 cv @ 6250 rpm i la torsió és de 339 N·m @ 4500 rpm. Vehicles que equipen aquest motor:
- 2007-actualitat Ford Edge
- 2007-actualitat Lincoln MKX
- 2007-actualitat Mazda CX-9

El motor produeix 263 cv @ 6250 rpm i 338 N·m @ 4500 rpm en els següents vehicles:
- 2007-actualitat Lincoln MKZ
- 2008-actualitat Ford Taurus i Taurus X
- 2008-actualitat Mercury Sable.
- 2009-actualitat Ford Flex.

### Duratec 37
El Duratec 37 és un 3,7L (3721 cc/227 in3) de 6 cilindres en V; és el segon motor de la familia de motors cyclone. Es tracta d'un Duratec 35 amb increment del diàmetre (bore) de 3mm, resultant en total 95.5 mm (3.76).
El motor produeix 275 cv @ 6250 rpm i 374 N·m @ 4250 rpm equipat al model de Lincoln, el MKS. En canvi, al vehicle de Mazda la potència es queda en 273 cv @ 6250 rpm i 366 N·m @ 4250 rpm.
- 2008-actualitat Mazda CX-9 (conegut com a MZI)
- 2009 Lincoln MKS

## SHO V8
Article principal: Motor Ford-Yamaha V8
El motor 3.4L SHO V8 guarda molta relació amb el Duratec 25. Comparteixen el mateix diàmetre i carrera, però oficialment mai va rebre aquest nom.

## Aston Martin V12
El 6.0L V12 utilitzat per Aston Martin comparteix components amb els Duratec. Aston Martin utilitza aquest motor per als DB7 Vantage, V12 Vanquish i DB9.